# Private Dancer (canção)
"Private Dancer" (Em português: Dançarina particular) é uma canção escrita por Mark Knopfler e gravada originalmente por Tina Turner. É a faixa-título do quinto álbum solo de Turner, lançado em 1984, e foi lançada como o quinto compacto simples do mesmo em 17 de novembro de 1985.

## Antecedentes
Escrita por Mark Knopfler, "Private Dancer" tem como tema uma ambiciosa "dançarina particular" (prostituta) e seus sonhos. A canção iria ser originalmente gravada pelo grupo Dire Straits, do qual Knopfler era guitarrista e vocalista, no álbum Love over Gold de 1982. Entretanto, Knopfler decidiu não gravar os vocias enquanto a música estava sendo gravada, por ter percebido que não era cabível a um homem tratar de tal tema. Devido à razões legais, a gravação original sem os vocais não podia ser utilizada, então depois de dois anos, a canção foi refeita pelo Dire Straits para Turner. Todos os membros do grupo, com exceção de Knopfler, que estava gravando com Bryan Ferry, participaram da regravação de "Private Dancer". O guitarrista foi substituído por Jeff Beck, naquele que Knopfler considera o "segundo solo de guitarra mais feio".
Foi pedido que Turner trocasse a frase "American Express will do nicely, thank you" ("American Express dá muito certo, obrigada") para "A few pounds sterling" ("Algumas libras esterlinas") para uma performance no programa Top of the Pops da BBC, que tinha uma política duradora de banir propagandas de marcas.

## Sucesso
Apesar de seu tema, "Private Dancer" se tornou uma das canções de maior sucesso de Turner, tendo atingido a sétima posição na Billboard Hot 100. Também atingiu a sétima posição na França, mas não obteve muito êxito na Austrália e no Reino Unido, locais onde atingiu as posições de número vinte e um e vinte e seis nas paradas, respectivamente.

## Videoclipe
O videoclipe da canção foi filmado no Rivoli Ballroom, em Londres, e mostra, basicamente, Turner dançando com homens em uma festa. A cena contou com coreografia de dança de Arlene Phillips e apresenta Turner como uma dançarina desiludida, embora a letra da música tenha sido frequentemente interpretada como alusiva à prostituição. Mais recentemente, o vídeo foi publicado canal oficial de Turner no YouTube em março de 2009 e acumulava mais de 34,9 milhões de visualizações em outubro de 2021.

## Versões
"Private Dancer" está presente em Tina Live in Europe, o único álbum ao vivo da cantora, lançado em 1988, e também em vários outros DVDs de performances ao vivo.
A canção foi regravada várias vezes. Dentre os covers mais famosos, está o da cantora britânica Nicki French no álbum Gayfest de 2005.